# ナラヤニ県
座標: 北緯27度25分 東経85度00分 / 北緯27.417度 東経85.000度
ナラヤニ県（ネパール語: नारायणी अञ्चल Listen）はネパールの中南部に位置した旧県。

## 概要
ナラヤニ川にちなむ名称は「ナラヤン（ヒンズー教のヴィシュヌ神）の寵愛を受けた者」を意味する。名前の由来となった川はガンダキ・プラデーシュ州およびルンビニとの境界でもある。旧県はグルカ戦争後に設立された歴史を持つ。
2015年の行政改革後は県の格付けから、第二州と第三州にまたがる自治体ではない「ゾーン」（地方）に移された。また州界の確立と平行して県時代の旧郡はこれら2州に再編されている。県時代にはネパール全国に5つあった旧ネパールの開発区域（英語）のひとつ中部開発区域に属していた。

## 地理

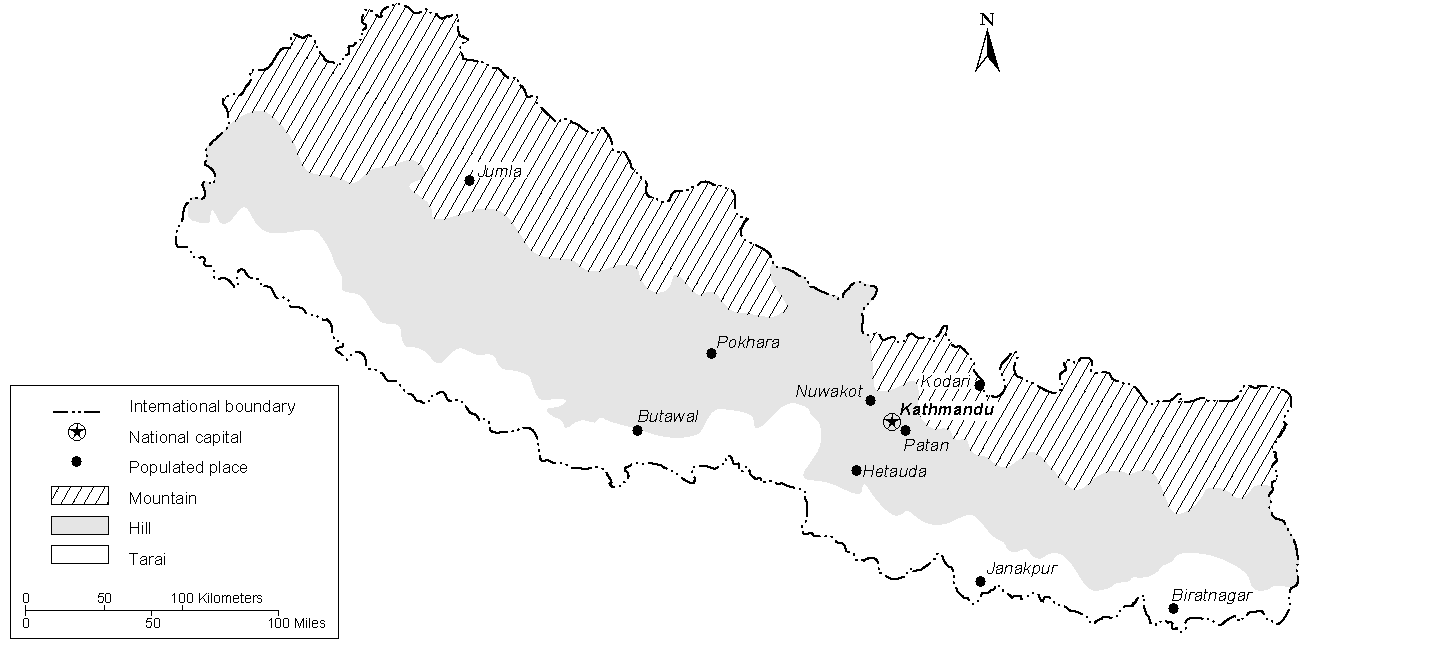
ネパールの地理区分。北から山岳部、丘陵地帯、平野部。

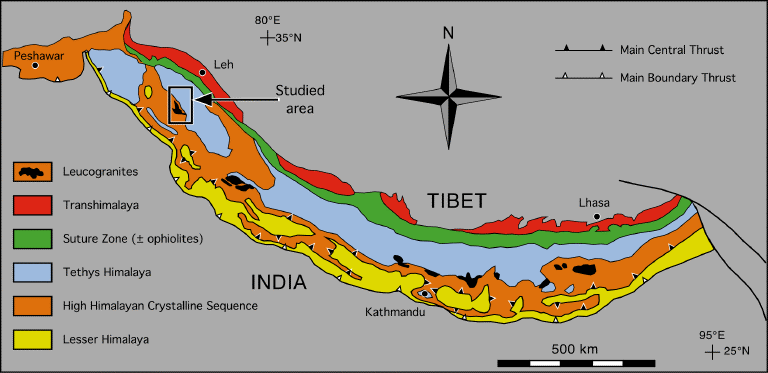
ヒマラヤの地質構造

ナラヤニ地方はヒンドゥスターン平野へと続くネパールの低地で、ヒマラヤの山脈に接する丘陵地帯やチュリア高原の南に位置する。一部に丘陵が分布し、インド国境に沿って国土の南側にテライ平原の一部と内テライ平原が伸びる。主な河川はナラヤニ川と東ラプティ川が流れる。山岳地帯に降った雨水は丘陵地帯では地中深くもぐり、やがてテライ平原で地表に現われてビシャラリとガルーダに代表される湖水を潤し、湿地へと流れ出す。山岳部やヒマラヤ山脈は地域外である。
この平野部を含めてナラヤニの景観構造は独特で、ヒマラヤ山脈の山すそから主にチュリア高原一帯に発する大小の河川が内テライ平原に扇状地状の体積地を築き、ヒンドゥスターン平野に近づくに連れて湿地へと遷移する。一帯は動植物が豊富で、インド国境地帯など秋に野生の雄牛が丘を走る姿を見かける。

### チトワン国立公園
ネパール最古の有名なチトワン国立公園（面積 932  km2）があり、ベンガルトラやインドサイが生息しアジアで最も豊かな自然保護区の1つと見なされている。南東部にパルサ国立公園（英語）（面積499   km2）が位置する。

ベンガルトラ保護区のバールミキ国立公園（英語）を加えた「チトワン-パルサ-ヴァールミキ」3箇所は包括的にベンガルトラ保全単位（TCU ）に指定された。総面積2,075 km2 (801 sq mi)に沖積平野の草原と亜熱帯湿潤落葉広葉樹林が広がる。このうちパルサ国立公園は保護地域に転換される以前は支配階級の狩猟場であった。

## 地方自治体
ナラヤニ地方には以下の5つの郡がある。

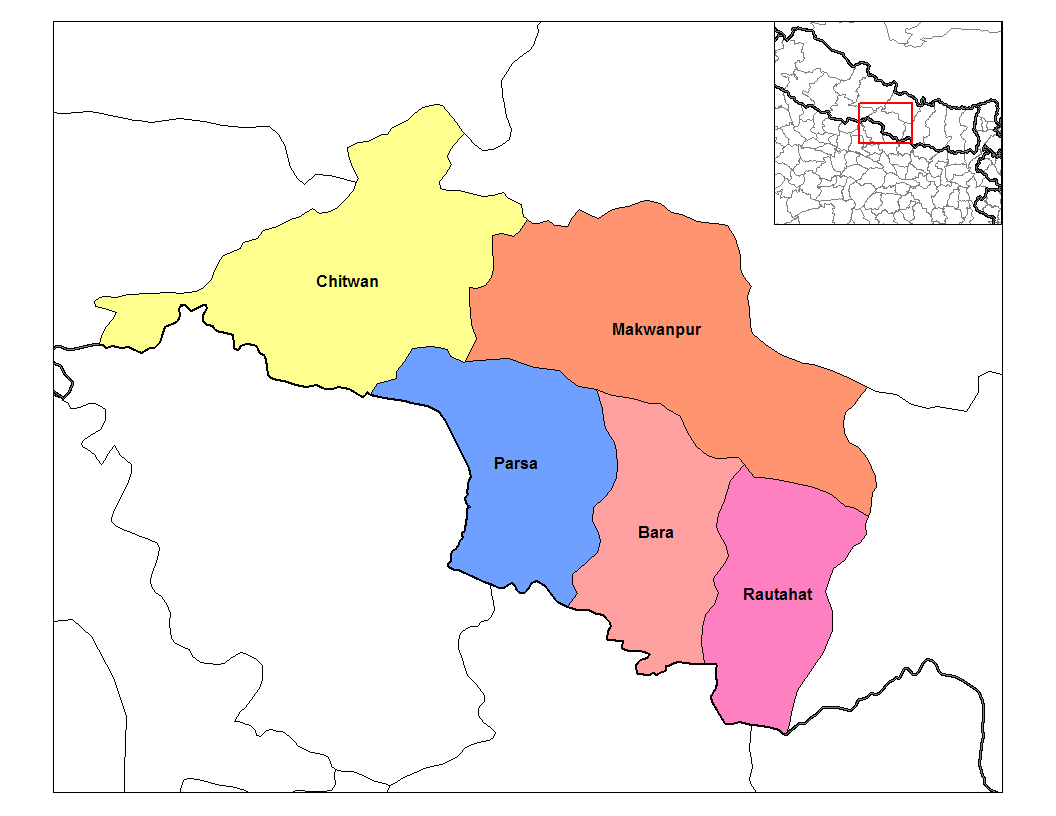
ナラヤニ地方の5郡
左上から時計回りに■チトワン郡、■マクワンプル郡、■ロウタハト郡、■バラ郡、■パルサ郡

ネパール国内では繁栄している地域に数えられ、ネパール共産党の影響は比較的、受けていないとされる。また中心都市ビールガンジは国境の町としてインドとの取引市場があることから、市街の様子にも経済的な安寧が反映している。
| 郡                    | 郡庁所在地   | タイプ                      | 州（2015年以降） |
| --------------------- | ------------ | --------------------------- | ---------------- |
| ■パルサ               | ビールガンジ | テライ平原 (平原の南半分)   | 第二州           |
| ■バラ                 | カライヤ     | テライ平原 (平原の南半分)   | 第二州           |
| ■ロウタハト           | ゴウル       | テライ平原 (平原の南半分)   | 第二州           |
| ■チトワン（チトラン） | バラトプル   | 内テライ平原 (平原の北半分) | 第三州           |
| ■マクワンプル         | ヘトウラ     | 内テライ平原 (平原の北半分) | 第三州           |